# Dumești (okręg Jassy)
Dumești – wieś w Rumunii, w okręgu Jassy, w gminie Dumești. W 2011 roku liczyła 1446 mieszkańców.